# John McCloskey
John McCloskey (Nova Iorque, 10 de março de 1810 - 10 de outubro de 1885) foi um cardeal norte-americano da Igreja Católica. Ele foi o primeiro arcebispo de Nova Iorque nascido nos Estados Unidos, cargo que exerceu de 1864 até sua morte em 1885, tendo anteriormente servido como o primeiro bispo de Albany (1847-64). Em 1875, McCloskey se tornou o primeiro cardeal americano. Ele foi o primeiro presidente do St. John's College, agora Universidade Fordham, a partir de 1841.

## Juventude e educação
John McCloskey nasceu no Brooklyn, Nova Iorque, filho de Patrick e Elizabeth (nascida Hassan) McCloskey, que imigraram do condado de Londonderry, Irlanda para os Estados Unidos, logo após seu casamento, em 1808. Ele foi batizado pelo Rev. Benedict Joseph Fenwick, S.J. , em 6 de maio de 1810, na Igreja de São Pedro em Manhattan.  Naquela época, o Brooklyn ainda não tinha uma igreja católica, então a família remava pelo East River até Manhattan para assistir à missa. Aos 5 anos, ele foi matriculado em um internato para meninos no Brooklyn;  mesmo em seus anos avançados, ele atribuiu sua enunciação distinta ao seu treinamento lá. Ele se mudou com sua família para Manhattan em 1817, e então entrou na escola de latim dirigida por Thomas Brady, pai do advogado James T. Brady e do juiz John R. Brady . Após a morte de seu pai em 1820, a família mudou-se para uma fazenda em Bedford, Condado de Westchester, adjacente à propriedade do estadista John Jay. Ele também se tornou protegido de Cornelius Heeney, um rico comerciante e amigo da família.
McCloskey, aos 11 anos, após uma breve visita ao Rev. John Dubois, ingressou no Mount St. Mary's College em Emmitsburg, Maryland, em setembro de 1821. Como estudante no Mount St. Mary's, foi descrito como tendo "vencido o admiração e estima de seus professores e o respeito e amor de seus colegas de faculdade pela piedade e modéstia de seu caráter, sua gentileza e doce disposição, o entusiasmo com que se dedicou aos estudos e sua posição de destaque nas aulas."  Em seu ano de graduação, ele fez um discurso sobre patriotismo que também defendeu a frase de Horácio: " É doce e apropriado morrer pelo país ". Após sua graduação em 1826, ele voltou para a fazenda de sua mãe em Bedford.

## Sacerdócio
Em um evento dramático durante a primavera de 1827, McCloskey estava tentando conduzir uma parelha de bois puxando uma carga pesada de toras quando a carroça capotou e ele ficou enterrado sob as toras por várias horas. Depois de ser descoberto e levado para casa, ele ficou completamente cego e inconsciente por vários dias. Embora tenha recuperado a visão, ele se cansava com facilidade e teve problemas de saúde pelo resto da vida. Durante sua convalescença, entretanto, McCloskey decidiu por uma vocação ao sacerdócio e mais tarde retornou a Mount St. Mary's em setembro de 1827 para seu treinamento no seminário. Além de seus estudos, ele se tornou professor de Latim em 1829 e prefeito de disciplina em 1831. Ele recebeu a tonsura, ordens menores e subdiaconato do Bispo Francis Kenrick.
Em 12 de janeiro de 1834, McCloskey foi ordenado presbítero para a Diocese de Nova York pelo Bispo John Dubois, na Antiga Catedral de São Patrício. Ele se tornou o primeiro nova-iorquino nativo a entrar no sacerdócio diocesano. Ele então serviu como vigário paroquial na Catedral de São Patrício e capelão no Hospital Bellevue até fevereiro de 1834, quando se tornou professor de filosofia e vice-presidente do recém-criado Seminário de São José em Nyack. No entanto, o seminário foi destruído por um incêndio em agosto do mesmo ano.
McCloskey expressou seu desejo de ministrar às vítimas da epidemia de cólera na cidade de Nova Iorque, mas o bispo Dubois o enviou a Roma para fortalecer sua saúde e continuar seus estudos na Pontifícia Universidade Gregoriana e na Universidade de Roma "La Sapienza" (1834-1837). Enquanto em Roma, ele fez amizade com pessoas como Père Lacordaire e os cardeais Thomas Weld e Joseph Fesch. Abandonando sua busca pelo grau de Doutor em Divindade em Roma, e partindo de lá em fevereiro de 1837, ele visitou a Alemanha, Bélgica, França e Inglaterra antes de retornar a Nova York naquele verão. De agosto de 1837 a março de 1844, McCloskey serviu como pastor da Igreja de São José em Greenwich Village. Seu mandato na paróquia foi inicialmente um tanto contencioso, com os curadores recusando-se a pagar-lhe um salário ou mobiliar sua casa; um de seus paroquianos mais jovens foi Eugene Casserly, mais tarde um senador americano da Califórnia. Ele também mostrou preocupação com as necessidades das crianças desabrigadas que viviam em Greenwich Village. Além de suas funções no St. Joseph's, McCloskey foi o primeiro presidente do St. John's College em Fordham de 1841 a 1842.

## Ministério episcopal

### Bispo Coadjutor de Nova York
Em 21 de novembro de 1843, McCloskey foi nomeado bispo coadjutor de Nova Iorque e bispo titular de Axieri pelo Papa Gregório XVI. Ele recebeu sua consagração episcopal em 10 de março de 1844 - seu 34º aniversário - do bispo John Hughes, com os bispos Benedict Joseph Fenwick, S.J. (que o havia batizado quando criança), bispo de Boston e Richard Vincent Whelan, bispo de Richmond servindo como co-consagradores, na então Catedral de São Patrício. Enquanto o bispo Hughes era ativo e agressivo, seu coadjutor era mais manso e gentil. McCloskey se ocupou principalmente com a visitação de toda a diocese, e também foi fundamental na conversão de Isaac Thomas Hecker, fundador dos Padres Paulistas, e de James Roosevelt Bayley, mais tarde Arcebispo de Baltimore.

### Bispo de Albany

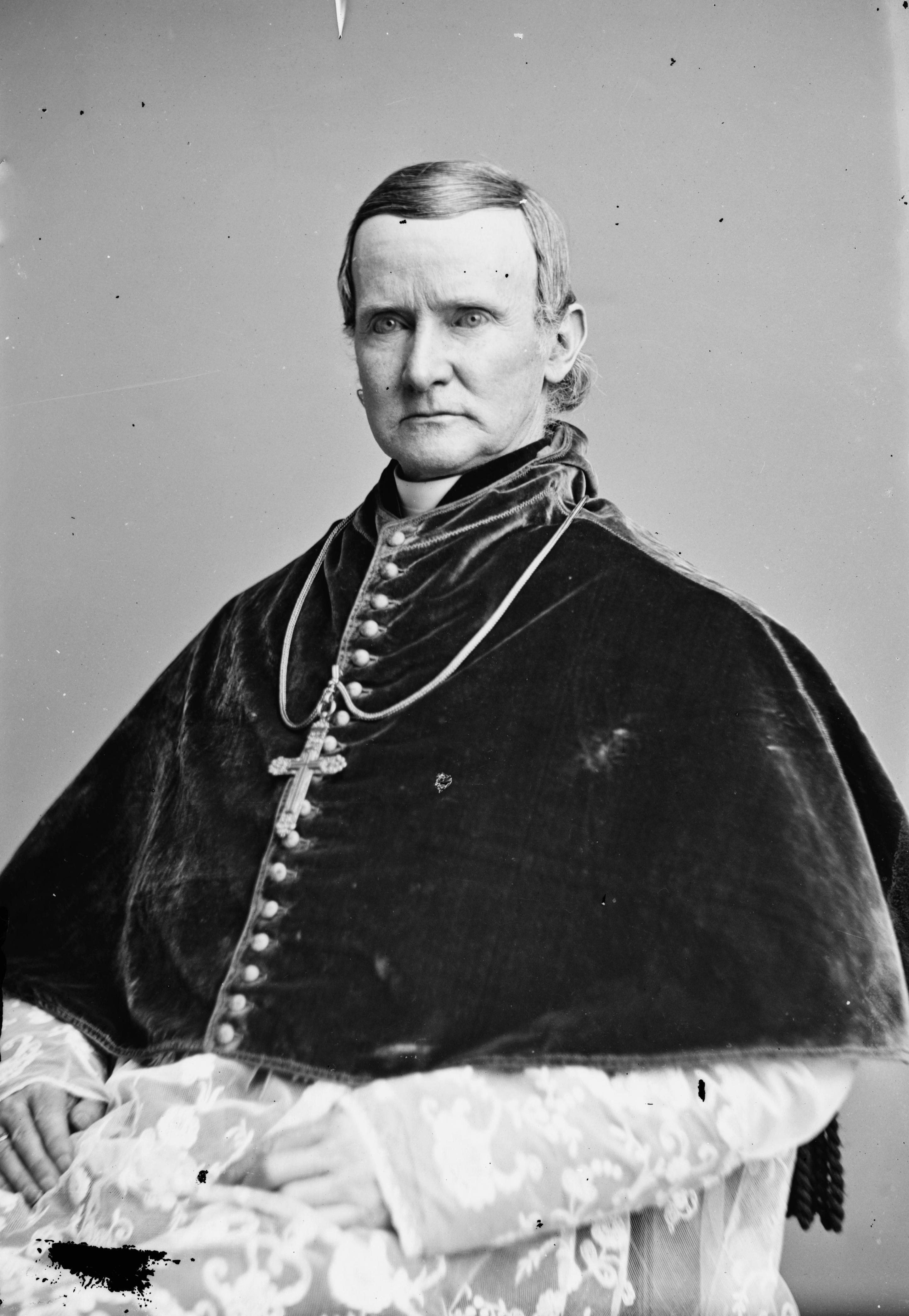
McCloskey, entre 1855 e 1865.

McCloskey foi nomeado o primeiro bispo da recém-erigida Diocese de Albany pelo Papa Pio IX em 21 de maio de 1847. Ele foi formalmente instalado pelo Bispo Hughes no dia 19 de setembro seguinte. No momento de sua chegada, a diocese do norte do estado de Nova York cobria 30.000 milhas quadradas (78.000 km 2 ), contendo 60.000 católicos, 25 igrejas, 34 padres, 2 orfanatos e 2 escolas gratuitas. McCloskey primeiro selecionou a Igreja de Santa Maria como sua sede episcopal, mas logo se revelou inadequada, levando-o a construir a Catedral da Imaculada Conceição, cuja pedra fundamental foi lançada em julho de 1848 e a dedicação ocorreu em novembro de 1852.
Ele participou do Primeiro Concílio Plenário de Baltimore em 1852, convocou o primeiro sínodo diocesano em outubro de 1855 e foi nomeado Assistente no Trono Pontifício em 1862. Durante seu mandato, ele aumentou o número de paróquias para 113 e o número de padres para 84, e estabeleceu três academias para meninos e uma para meninas, quatro orfanatos, quinze escolas paroquiais e o Seminário Provincial de São José em Tróia. Ele também apresentou os Agostinianos, Jesuítas, Franciscanos, Capuchinhos, Religiosos do Sagrado Coração, Irmãs da Caridade, Irmãs da Misericórdia, Irmãs de São José e Irmãos Cristãos na diocese.

### Arcebispo de Nova York

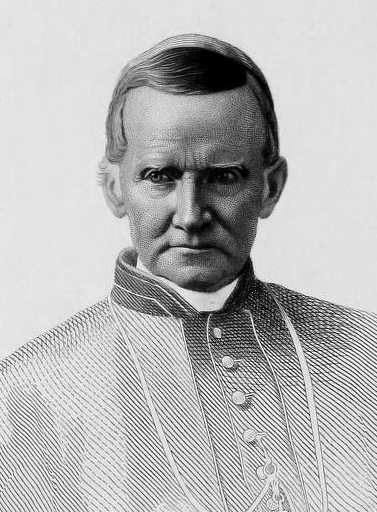
Litografia de McCloskey, 1878

Após a morte do arcebispo Hughes em janeiro de 1864, esperava-se que McCloskey fosse nomeado seu sucessor.  Angustiado com os rumores, ele escreveu ao cardeal Karl-August von Reisach, da Congregação para a Evangelização dos Povos, objetando: "Não possuo nem erudição, nem prudência, nem energia, nem firmeza, nem saúde física ou força". No entanto, ele foi nomeado o segundo arcebispo de Nova Iorque em 6 de maio de 1864. McCloskey, após o fim da Guerra Civil em 1865, retomou a construção da nova Catedral iniciada sob seu predecessor; mais tarde, ele a dedicou em maio de 1879. Em 1866, ele participou do Segundo Concílio Plenário de Baltimore, onde pregou o sermão de abertura com notável autocontrole e compostura, visto que havia descoberto apenas alguns momentos antes que a Antiga Catedral de São Patrício havia sido destruída por um incêndio. No entanto, os curadores da Catedral imediatamente afirmaram sua intenção de reconstruí-la e, sob a supervisão do arcebispo, a Catedral foi reconstruída o suficiente para celebrar a missa no domingo de Páscoa, em 21 de abril de 1867, apenas seis meses após o incêndio. O projeto de reconstrução da Catedral foi concluído em 13 de março de 1868 e rededicado quatro dias depois, no Dia de São Patrício, pelo Arcebispo McCloskey, e assistido pelo pároco da Catedral, Padre William Starrs. McCloskey participou do Concílio Vaticano I de 1869 a 1870, e votou a favor da infalibilidade papal, apesar de seus sentimentos de que tal declaração foi "extemporânea". Em 1873, ele dedicou solenemente a Arquidiocese de Nova York ao Sagrado Coração de Jesus.

## Cardinalato

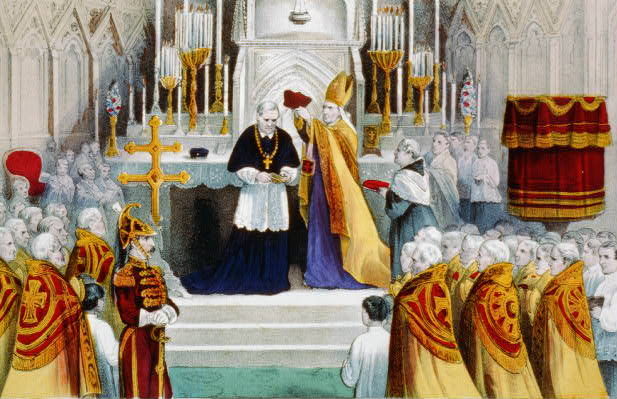
Imposing the Cardinal's Berretta, litografia representando McCloskey recebendo o barrete de cardeal do arcebispo James Roosevelt Bayley.

Foi criado cardeal pelo Papa Pio IX, no Consistório de 15 de março de 1875, recebendo o título de cardeal-presbítero de Santa Maria sobre Minerva em 17 de setembro. Assim, tornava-se o primeiro americano a chegar à púrpura.
A notícia de sua elevação foi bem recebida por católicos e não católicos, e foi vista como um sinal do crescente prestígio dos Estados Unidos. Ele recebeu a imposição do barrete cardinalício do arcebispo Bayley em uma cerimônia na reconstruída Catedral de São Patrício em Mott Street no dia 27 de abril seguinte. O cardeal declarou: "Não para meus pobres méritos, mas para aqueles dos jovens e já vigorosos e a mais próspera Igreja Católica da América teve esta honra concedida pelo Sumo Pontífice. Tampouco ignoro que, quando o Santo Padre determinou conferir-me esta honra, teve em consideração a dignidade da Sé de Nova Iorque, os méritos e a devoção do venerável clero e de numerosos leigos, e que tinha em mente até mesmo os posição eminente desta grande cidade e da gloriosa nação americana."  Após a morte de Pio IX em fevereiro de 1878, McCloskey partiu para Roma, mas chegou tarde demais para participar do conclave papal que elegeu o Papa Leão XIII. O novo Papa concedeu-lhe o barrete vermelho em 28 de março de 1878.
Quando Thomas Ewing Sherman, filho do famoso general da Guerra Civil William Tecumseh Sherman, expressou seu desejo de se tornar um jesuíta para seu pai, o Sherman mais velho escreveu uma carta a McCloskey em 1879 dizendo-lhe para dissuadir seu filho de tal curso de ação. No entanto, o cardeal encorajou o menino em sua vocação depois de visitá-lo. Em resposta, o General condenou McCloskey em um jornal de St. Louis, Missouri em termos ofensivos e o acusou de roubar um filho dele. Quando pressionado pelo editor do jornal a comentar, McCloskey simplesmente respondeu: "A carta do General Sherman foi marcada como 'pessoal e confidencial'."  Em 1880, ele recebeu Michael Corrigan, bispo de Newark, como seu coadjutor. Sua última grande aparição pública foi em janeiro de 1884 para a celebração do Jubileu de Ouro de sua ordenação sacerdotal, para a qual Leão XIII lhe enviou um cálice de joias. Em março de 1884, com a ajuda do presidente Chester A. Arthur e do secretário de Estado Frederick T. Frelinghuysen, o cardeal ajudou a salvar o Pontifício Colégio Norte-Americano da espoliação pelo governo italiano.
O mandato de 21 anos de McCloskey como arcebispo de Nova York foi produtivo. Em resposta à crescente população católica em Nova York, ele estabeleceu 88 paróquias adicionais (para um total de 229) na Arquidiocese, 25 delas em Manhattan, quatro no Bronx e uma em Staten Island; as restantes foram estabelecidas fora da cidade. Entre elas estava a primeira paróquia para católicos afro-americanos. O número de padres também aumentou de 150 para 400 durante seu mandato. Um defensor da educação católica, na época de sua morte havia 37.000 crianças matriculadas nas escolas arquidiocesanas. Ele fundou várias sociedades de caridade para crianças e um hospital para doentes mentais.

### Conclave
- Conclave de 1878 - não chegou a tempo para a eleição do Papa Leão XIII

## Morte
Ao longo de 1885, McCloskey teve acessos de febre, dor intensa, perda de visão e uma recorrência da malária que agravou o que parecia ser sinais da doença de Parkinson. Em poucos meses, ele foi hospitalizado e mais tarde morreu aos 75 anos. Seu funeral foi celebrado na Catedral de São Patrício em 25 de outubro de 1885; durante o elogio, o arcebispo James Gibbons o descreveu como "um pai gentil, um amigo dedicado, um pastor vigilante, um líder destemido e, acima de tudo, um juiz imparcial".